# Mónica Naranjo
Mónica Naranjo, all'anagrafe Mónica Naranjo Carrasco (Figueres, 23 maggio 1974), è una cantante spagnola.

## Biografia
Nata in un piccolo paese della provincia di Girona in Catalogna, è stata negli anni novanta in Spagna una cantante di grande successo ed i suoi album hanno venduto più di 8 milioni di copie. Ha iniziato la sua carriera nel 1994 con un album che portava il suo nome ed è subito in tour in Spagna e in America Latina, con un grande successo che continua anche con l'uscita del secondo album Palabra de mujer nel 1997.
Nel 1995 Riccardo Cocciante la sceglie per duettare con lui in Sobre tu piel, versione spagnola di Sulla tua pelle, brano che Cocciante aveva interpretato con Mietta. L'artista spagnola riprende anche un altro successo che Riccardo Cocciante ha duettato con Mina, Amore brano poetico e intenso.
Nel 2000 incide Minage, un omaggio al suo idolo Mina di cui reinterpreta in spagnolo i più grandi successi. Nel disco, in parte arrangiato da Massimiliano Pani, sono presenti anche Sobreviviré (cover di Fiume azzurro) e El se encuentra entre tu y yo, un inedito duetto fra la Naranjo e Mina, in un'originale commistione fra le due voci. Sobreviviré, primo singolo estratto dall'album, prodotto da Phil Manzanera, raggiunge la posizione #1 nella top 40 spagnola ed è considerato il brano che ha segnato più di ogni altro la carriera della cantante. L'album la porterà anche come ospite in diversi programmi televisivi italiani come Carramba che fortuna e duetterà anche con Albano Carrisi.
Nello stesso anno il tenore Luciano Pavarotti la invita a duettare con lui al Pavarotti & Friends per i bambini della Cambogia e del Tibet ed insieme eseguiranno Agnus dei.

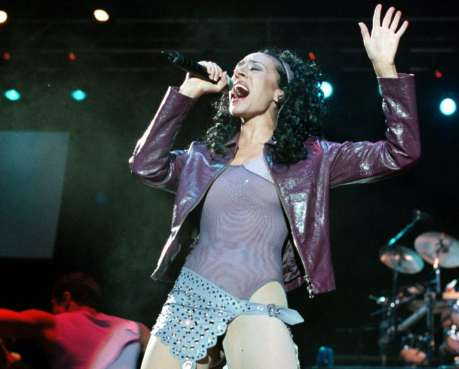
Mónica Naranjo in concerto

Nel 2001 esce Chicas malas, registrato parte in Spagna parte negli Usa, che include   collaborazioni con molti artisti come Diane Warren.
Nel 2002 incide la versione inglese di Chicas malas, Bad girls, ma l'album fu un flop.
Nel 2005 torna a far sentire la sua voce con una raccolta di successi dal vivo in cd e dvd ed un brano inedito Enamorada de ti.
Nel marzo 2008 è uscito Europa, singolo che anticipa l'album Taràntula in uscita in aprile.
Nelle sue più importanti esibizioni pubbliche interpreta il brano Amore di Maurizio Monti nella versione spagnola già portata al successo in Italia da Mina e Riccardo Cocciante nel 1994.
È stata spesso chiamata in diversi programmi televisivi in qualità di giudice come il fortunato Tu cara me suena (diventato in Italia Tale e quale show).

## Discografia

### Album in studio
- 1994 – Mónica Naranjo
- 1997 – Palabra de mujer
- 2000 – Minage
- 2001 – Chicas Malas
- 2003 – Bad Girls
- 2008 – MN Tarántula
- 2016 – LVBNA
- 2019 – Mes excentricites (Vol. 1: Le psiquiatrique)
- 2020 - Puro Minage
- 2020 – Mes excentricites (Vol. 2: Les Quatre Saisons)
- 2022 - Mimétika

### Raccolte
- 2005 – Colección privada
- 2014 – 4.0

### DVD
- 2005 - Coleccion Privada (Tour Minage)